# Infamous 2
InFamous 2 (в названии присутствует двусмысленность: Infamous с англ. — «позорный, бесчестный» и Famous с англ. — «прославленный, знаменитый»; в России официально издана под названием Дурная репутация 2) — компьютерная игра в жанре приключенческого боевика, разработанная Sucker Punch Productions и изданная Sony Computer Entertainment. Игра вышла 7 июня 2011 года в США и 10 июня 2011 года в Европе эксклюзивно для PlayStation 3. InFamous 2 — продолжение удивительных приключений курьера Коула Макграта, который после несчастного случая стал человеком-аккумулятором. В сиквеле Коул готовится ко встрече со своим антиподом по прозвищу Зверь. Для этого он отправляется в город Нью-Маре, чтобы проконсультироваться с неким профессором Вольфом.

## Игровой процесс
Главный герой игры — курьер Коул Макграт, оказавшийся в эпицентре взрыва лучевой сферы — устройства, которое даёт людям с особым геном необычную сверх-силу, а обычных людей убивает. Ему удалось выжить, так как он был носителем этого гена, при этом Коул приобрёл способность управлять электричеством. Геймплей построен именно на этом умении. Электричество является единственным доступным оружием. По ходу развития сюжета протагонист получает всё новые способности, позволяющие ему сражаться и перемещаться по городу.
Игра сочетает в себе элементы Экшена, RPG и платформера. У персонажа есть шкала энергии и репутации. Энергия расходуется на все электроудары. Присутствует мини-карта, на которой отображаются цели побочных и основных миссий. Также, если Коул пустит электромагнитный импульс, то на карте отобразятся ближайшие источники электричества, враги, а также полезные предметы, такие как «Заряженные осколки», которые увеличивают максимальный уровень энергии героя.
Репутация Коула варьируется от выборов игрока. В игре есть два пути: геройский и злодейский. Выбранный путь влияет на способности протагониста и на его внешний вид. У «злого» появляются всё более разрушительные и кровавые удары, но они не эффективны в плане экономии энергии, он будет носить чёрно-красную рваную футболку, цвет молнии будет красным, впоследствии Коул приобретёт часть огненных способностей Никс. У «хорошего» минимизируется вред для «гражданских лиц», способности экономнее расходуют энергию, и со временем появляется возможность исцелять других персонажей, Коул будет носить серо-белую футболку, цвет молнии будет голубым, впоследствии Коул приобретёт часть ледяных способностей Люси Куо.

## Сюжет
После событий предыдущей игры проходит месяц. Коул, узнав о причинах появления своих способностей и действиях Кесслера, начинает готовиться к грядущей битве со Зверем — чудовищным мутантом, который должен вскоре появиться в Эмпайр-Сити и уничтожить Коула вместе с городом. Зная о возможном появлении Зверя, с Коулом связывается Люси Куо — агент Ц.Р.У., когда-то вместе с Джоном Уайтом расследовавшая дела «Первых Сынов». Куо говорит, что нашла записи Кесслера, в которых тот сам признаётся, что он и есть Коул из будущего, и что один из учёных, создававших Лучевые Сферы, живёт в Нью-Маре — городе, откуда Коул и Зик когда-то сбежали в поисках лучшей доли. Понимая, что тот учёный — доктор Себастьян Вольф — может помочь ему обрести новые силы для победы над Зверем, Коул вместе с Зиком и Куо готовится к отбытию в Нью-Маре. В этот же момент в Эмпайр-Сити приходит Зверь и начинает убивать людей. Коул даёт мутанту бой, но проигрывает и едва не погибает.
Коул приходит в себя на борту парома, плывущего вдоль восточного побережья США. Зик рассказывает ему, что после его поражения Зверь разрушает Эмпайр-Сити целиком и теперь движется в сторону Нью-Маре, чтобы прикончить Коула, лишившегося львиной доли своих сил после битвы. На подходе к городу герои натыкаются на «Ополченцев» — вооружённых линчевателей, охотящихся на местных проводников (людей со способностями, таких как Коул). Лидер ополченцев — Джозеф Бертран III — установил в городе жестокий режим, ограничив свободу горожан и организовав травлю проводников.
Попав в город, Коул, Зик и Куо выслеживают Вульфа, который взрывом своей лаборатории выдаёт себя ополчению. Коул спасает учёного, и тот рассказывает ему. что в своё время Кесслер приказал ему создать «Ингибитор Лучевого Поля» — устройство, действующее по принципу Лучевой Сферы, но созданное для уничтожения Зверя. Чтобы активировать Ингибитор, Коул должен зарядить его своими силами, а для этого ему нужны большие фиолетовые энергоосколки, которые взрыв лаборатории разбросал по городу. Поглотив силу одного из осколков, Коул теряет сознание, а когда приходит в себя, то застаёт Вольфа уже похищенным ополченцами. В поисках учёного Коул нападает на самого Бертрана во время его публичного выступления, но последнему удаётся сбежать. Зик, внедрившийся двойным агентом в ополчение. выдаёт место, где держат учёного. Коул и Куо пытаются его спасти, но происходит автоавария — Вольф погибает, ополченцы берут Куо в плен, а раненный Коул вынужден скрываться. Заручившись помощью одного из местных проводников — Никс — Коул штурмует одну из баз ополчения и проникает в бункер, где держат Куо, которую к тому времени тоже превратили в проводника. Однако, освободив её, Коул случайно выпускает на волю несколько сотен проводников с «ледяными» способностями, которые им передали через эксперименты с Куо.
В поисках других осколков, Коул немного учит Куо использовать и контролировать её силу, а так же узнаёт историю Никс: она была одной из бездомных, на ком Бертран испытывал Лучевую Сферу из разграбленных им лабораторий Первых Сынов; семья Никс погибла в том эксперименте, но она и Бертран выжили, из-за чего становится очевидно, что Бертран — тоже проводник. Также Коулу удаётся заручиться поддержкой «Сопротивления» — группировки горожан во главе с Роско Ларошем, недовольной тиранией ополченцев. С их помощью Коул штурмует главный штаб ополчения и разрушает устройство Бертрана, позволяющее передавать способности от одного проводника к другому, перед этим он использует устройство, чтобы получить часть способностей от одного из союзников (если Коул пошёл по пути героя, то он получит ледяные способности Куо, если же Коул выберет стезю злодея, то он получит огненные способности Никс). Вместе с этим Коул сбивает вертолёт, на котором пытался сбежать Бертран, но на месте крушения вместо лидера ополчения сталкивается с гигантским насекомоподобным чудовищем. Дав ему бой, Коул узнаёт, что тот монстр и есть Бертран. Последний сбегает от него в затопленную часть Нью-Маре, терроризируемую болотными монстрами и ледяными проводниками, и Коул следует за ним. Там же он узнаёт, что по всей стране, начинается вспышка неизвестной эпидемии, с которой медицина ещё не сталкивалась. Люди Лароша организовали в затопленном районе лагерь для заражённых, но на них нападают выпущенные Коулом ледяные проводники, и тому приходится с ними разобраться.
В поисках одного из осколков, Коул случайно находит документы, из которых узнаёт о истинных намерениях Бертрана — создавая с помощью технологий Первых Сынов новых проводников, он продаёт их в качестве рабов частным организациям и армиям, чем зарабатывает прибыль и удерживает за собой власть в городе. Болотные монстры — результат передачи его способностей неактивным проводникам, из-за чего те превращаются в безмозглых хищников, тогда как наёмные солдаты из фирмы «Вермаак-88» (те самые ледяные проводники) — самый успешный его эксперимент. Встретившись лицом к лицу с Коулом, Бертран говорит, что проводники — ошибка эволюции, и лишь бесправное существование оправдывает их значимость в мире. Коул в ответ высмеивает его за то, что тот мутировал в уродливого монстра, а не получил подобные ему силы, из-за этого он и притесняет тех, кто не в силах за себя постоять. Бертран злится и в образе чудовища преследует героя, но тот загоняет его в ловушку — Коул вместе с Куо, Никс и людьми Ларона наконец-то убивает его. Со смертью Бертрана распадается и ополчение.
Зик находит фургон с ядерной боеголовкой и предлагает Коулу выстрелить ею в Зверя. Но Зверь лишь поглощает выстрел и исчезает.
Собирая оставшиеся осколки, Коул неожиданно встречается с Джоном Уайтом — своим старым знакомым из предыдущей игры. Как оказалось, Джон тоже проводник — вторая Лучевая Сфера разорвала его на атомы, но вместе с этим наделила и новыми способностями, благодаря которым он восстановил своё тело. Джон даёт Коулу новую способность — с помощью импульса видеть заражённых чумой. Коул понимает, что той странной болезнью заражены все обычные люди, включая Зика, а её распространение спровоцировал Кесслер, взорвав Сферу, что дала Коулу его же способности. Но вместе с этим Джон показывает Коулу, что среди заражённых есть и проводники с неактивными генами, и их можно излечить от чумы через активацию способностей — но лишь ценой жертв обычных людей. Позже Коул понимает, что Джон — и есть тот самый Зверь, которого хотел остановить Кесслер.
Собрав последний осколок, Коул пытается активировать Ингибитор, но сталкивается с проблемой — его излучение смертельно опасно для проводников. И пока Зик пытается настроить устройство, в группе Коула возникает раскол: Куо, из страха от такой смерти, решает поддержать Джона, тогда как Никс выступает за активацию ингибитора, потому как хочет отомстить Зверю за гибель своих питомцев-мутантов (плохая карма) или боится стать «такой же как все» в мире людей со сверхспособностями (хорошая карма).

### Концовки
Сюжет последней миссии зависит от сделанного выбора — активировать ингибитор или уничтожить его.
- Концовка героя: Коул и Никс пытаются подзарядить Ингибитор от городской электростанции, но её уничтожает Зверь. Ларош и его люди жертвуют собой, пытаясь задержать Зверя, пока Никс пытается подзарядить устройство. Коул сражается со Зверем и Куо, но Никс жертвует собой, чтобы выиграть для Коула и Зика время. Зарядив ингибитор, Коул добивает Зверя собственными силами и просит прощения у Куо, которая признала, что Коул и Никс поступили правильно. Коул активирует Ингибитор, тем самым жертвуя собой, и уничтожая всех проводников, даже тех, кто ещё не пробудил свои силы, но вместе с этим излечив миллиарды людей от Лучевой Чумы. В память о героическом поступке, жители Нью-Маре дают Коулу посмертный титул святого. Зик увозит тело Коула для похорон в море. В последних кадрах видно, как в гроб с героем ударяет молния.
- Концовка злодея: Зик и Никс, опасаясь Коула, прячут Ингибитор в городе, но тот вместе с Зверем и Куо атакуют город и подавляют силы Сопротивления, местной полиции и остатков ополчения. Убив Лароша, Зика и Никс, Коул уничтожает ингибитор. Джон, устав от своей роли Зверя, передаёт все свои силы Коулу, и тот, став вторым Зверем, начинает собирать вокруг себя других проводников, вместе с которыми собирается построить новый мир.

## Рецензии
| Сводный рейтинг       | Сводный рейтинг |
| Агрегатор             | Оценка          |
| --------------------- | --------------- |
| GameRankings          | 84,37 %         |
| Иноязычные издания    |                 |
| Издание               | Оценка          |
| Eurogamer             | 8/10            |
| Game Informer         | 8,75/10         |
| GameSpot              | 7,5/10          |
| IGN                   | 9,0/10          |
| Русскоязычные издания |                 |
| Издание               | Оценка          |
| Absolute Games        | 70 / 100        |
| «Страна игр»          | 9,0 / 10        |

«Страна Игр» оценила игру 9 из 10. «Просто удивительно, как много можно простить сэндбоксу, если в нём представлена интересная сюжетная линия, удобное перемещение и возможность время от времени выступать в роли разъяренного громовержца».

## Продолжения
26 октября 2011 года в сети PSN появилось самостоятельное дополнение под названием Infamous: Festival of Blood. Игра не является третьей частью, и действие в ней происходит после начала второй части и перед её концом. 20 февраля 2013 года Sucker Punch опубликовали трейлер следующей игры серии Infamous: Second Son.